# A1GP-Saison 2005/06
Die A1GP-Saison 2005/06 wurde vom 23. September 2005 bis zum 2. April 2006 auf insgesamt elf Rennstrecken ausgetragen. Als Weltmeister ging Frankreich hervor.

## Überblick
Die Saison 2005/2006 stellte die erste in der Geschichte der A1GP-Serie dar. Beim Auftaktrennwochenende in Brands Hatch konnte Team Brasilien mit Nelson Piquet jr. am Steuer einen Doppelsieg erzielen, in der Folge tat sich aber Frankreich als dominantes Team hervor, welches mit seinen Fahrern Nicolas Lapierre und Alexandre Prémat insgesamt 13 Siege (von 22 möglichen) erreichen konnte und damit souverän den Titel gewann. Die Vizemeisterschaft ging an das einmal siegreiche Team Schweiz, Gesamtdritter wurde Team Großbritannien. Weitere Rennsieger waren die Teams aus den Niederlanden, Kanada, Mexiko (zweifach), Malaysia und Tschechien.
Beim Rennwochenende auf dem Dubai Autodrome kam zum ersten und bisher einzigen Mal das sogenannte A1 Recovery System zum Einsatz, ein Abschleppverfahren, bei welchem verunfallte oder mit Defekt stehengebliebene Rennwagen mithilfe eines 50 Meter langen Stahlseiles per Hubschrauber geborgen werden. Einen bis zum Ende der Serie ebenfalls einmaligen Vorgang stellte die Erlaubnis für den italienischen Fahrer Enrico Toccacelo dar, bei der Veranstaltung in Durban den am Rücken und an der linken Hand verletzten pakistanischen Stammpiloten Adam Khan in den Rennen ersetzen zu dürfen, wobei er allerdings nicht punkteberechtigt war. Unerreicht war bis zum Schluss auch die Aufholjagd Team Kanadas im Hauptrennen von Sentul, bei der der Kanadier Sean McIntosh von Platz 23 (und damit von der letzten Position aus) startend den Sieg erzielen konnte. In der Saison 2005/2006 erlebte die A1GP-Serie auch ihren bis heute schwersten Unfall, als im Hauptrennen von Eastern Creek das Auto des japanischen Teams aus ungeklärter Ursache in der schnellen Linkskurve nach Start/Ziel von der Strecke abkam, einen Überschlag vollführte und mit der Airbox voran in eine Betonmauer einschlug, wobei es zwischen Motor und Monocoque in zwei Teile zerbrach. Pilot Hayanari Shimoda blieb trotz schwer beschädigtem Überrollbügel so gut wie unverletzt.

## Auto
Als Einheitsauto kam der Lola-Zytek mit Cooper-Tires-Bereifung zum Einsatz, siehe A1GP-Autos. Er erwies sich von Beginn an als zuverlässig, allerdings kam es bei Boxenstopps im ersten Saisonabschnitt häufiger zu Problemen mit verkanteten Radmuttern, wodurch gut positionierte Teams viele Plätze einbüßten.

## Teams
An der Saison nahmen 25 Teams teil (siehe Team- und Fahrerübersicht), von denen aber nicht alle durchgehend antraten.
Team Indonesien blieb dem vierten Rennwochenende in Eastern Creek fern, da Stammfahrer Ananda Mikola bei einem Rennen der asiatischen Formel 3 weilte, welchem er aufgrund seiner dortigen Meisterschaftschancen den Vorzug gab, und ein geeigneter Ersatzpilot nicht gefunden werden konnte. Das pakistanische Team fehlte bei den Veranstaltungen in Sentul und Monterrey aufgrund einer Rückenverletzung des Stammpiloten Adam Khan. Team Japan nahm am Rennwochenende in Estoril nicht teil, da Ryō Fukuda und Hideki Noda aufgrund von Formel-Renault-3.5- bzw. Formel-Nippon-Rennen verhindert waren und ein Ersatzfahrer nicht rechtzeitig bestimmt wurde. In Durban fehlte es erneut, da kein Ersatz für Shimoda gefunden werden konnte, dessen Vertrag zu diesem Zeitpunkt ausgelaufen war. Auch bei den letzten beiden Rennwochenenden in Laguna Seca und Shanghai trat das Team nicht an. Das Team aus Indien ließ die letzten drei Rennwochenenden wegen interner Querelen aus. Team Russland nahm aufgrund einer internen Umstrukturierung an der Veranstaltung auf dem EuroSpeedway Lausitz nicht teil. Nach dem Rennwochenende in Eastern Creek trat es endgültig nicht mehr in Erscheinung.
| Team           | Seatholder                  | Rennstall               | Fahrer                | Rennwochenenden    | SR | HR | RG |
| -------------- | --------------------------- | ----------------------- | --------------------- | ------------------ | -- | -- | -- |
| Australien     | Alan Jones                  | Alan Docking Racing     | Will Power            | 1                  | 1  | 1  | 2  |
| Australien     | Alan Jones                  | Alan Docking Racing     | Christian Jones       | 2, 9               | 2  | 2  | 4  |
| Australien     | Alan Jones                  | Alan Docking Racing     | Will Davison          | 3–7                | 5  | 5  | 10 |
| Australien     | Alan Jones                  | Alan Docking Racing     | Marcus Marshall       | 8                  | 1  | 1  | 2  |
| Australien     | Alan Jones                  | Alan Docking Racing     | Ryan Briscoe          | 10, 11             | 2  | 2  | 4  |
| Brasilien      | Emerson Fittipaldi Ronaldo  | ASM F3                  | Nelson Piquet jr.     | 1–7                | 7  | 7  | 14 |
| Brasilien      | Emerson Fittipaldi Ronaldo  | ASM F3                  | Christian Fittipaldi  | 8–11               | 4  | 4  | 8  |
| China          | Liu Yu                      | Team Astromega          | Jiang Tengyi          | 1–11               | 10 | 11 | 21 |
| China          | Liu Yu                      | Team Astromega          | Ma Qinghua            | 11                 | 1  | 0  | 1  |
| Deutschland    | Willi Weber                 | DS Motorsport Ltd       | Timo Scheider         | 1, 2, 5, 7–10      | 7  | 7  | 14 |
| Deutschland    | Willi Weber                 | DS Motorsport Ltd       | Adrian Sutil          | 3, 4, 6            | 3  | 3  | 6  |
| Deutschland    | Willi Weber                 | DS Motorsport Ltd       | Sebastian Stahl       | 11                 | 1  | 1  | 2  |
| Frankreich     | Jean Paul Driot             | DAMS                    | Alexandre Prémat      | 1, 3, 5, 7, 9, 11  | 6  | 5  | 11 |
| Frankreich     | Jean Paul Driot             | DAMS                    | Nicolas Lapierre      | 2, 4, 6, 8, 10, 11 | 5  | 6  | 11 |
| Großbritannien | Tony Clements John Surtees  | Arden International     | Robbie Kerr           | 1–10               | 10 | 10 | 20 |
| Großbritannien | Tony Clements John Surtees  | Arden International     | Darren Manning        | 11                 | 1  | 1  | 2  |
| Indien         | Atul Gupta                  | Akbar Ebrahim           | Karun Chandhok        | 1–2                | 2  | 2  | 4  |
| Indien         | Atul Gupta                  | Akbar Ebrahim           | Armaan Ebrahim        | 3–8                | 6  | 6  | 12 |
| Indonesien     | unbekannt                   | CMS Operations          | Ananda Mikola         | 1–3, 5–11          | 10 | 10 | 20 |
| Irland         | Mark Gallagher Mark Kershaw | eigener                 | Michael Devaney       | 1, 4, 11           | 3  | 3  | 6  |
| Irland         | Mark Gallagher Mark Kershaw | eigener                 | Ralph Firman          | 2–3, 5–10          | 8  | 8  | 16 |
| Italien        | Piercarlo Ghinzani          | Team Ghinzani           | Enrico Toccacelo      | 1–6, 9, 11         | 8  | 8  | 16 |
| Italien        | Piercarlo Ghinzani          | Team Ghinzani           | Andrea Montermini     | 4                  | –  | –  | –  |
| Italien        | Piercarlo Ghinzani          | Team Ghinzani           | Massimiliano Busnelli | 7–8                | 2  | 2  | 4  |
| Italien        | Piercarlo Ghinzani          | Team Ghinzani           | Max Papis             | 10                 | 1  | 1  | 2  |
| Japan          | unbekannt                   | Carlin Motorsport       | Ryō Fukuda            | 1                  | 1  | 1  | 2  |
| Japan          | unbekannt                   | Carlin Motorsport       | Hideki Noda           | 2                  | 1  | 1  | 2  |
| Japan          | unbekannt                   | Carlin Motorsport       | Hayanari Shimoda      | 4–6, 8–9           | 5  | 5  | 10 |
| Kanada         | Wade Cherwayko              | John Village Automotive | Sean McIntosh         | 1–8                | 8  | 8  | 16 |
| Kanada         | Wade Cherwayko              | John Village Automotive | Patrick Carpentier    | 9–11               | 3  | 3  | 6  |
| Libanon        | Tameem Auchi                | Carlin Motorsport       | Khalil Beschir        | 1–2, 5             | 3  | 3  | 6  |
| Libanon        | Tameem Auchi                | Carlin Motorsport       | Basil Shaaban         | 3–4, 6–8           | 5  | 5  | 10 |
| Libanon        | Tameem Auchi                | Carlin Motorsport       | Graham Rahal          | 9–11               | 3  | 3  | 6  |
| Malaysia       | Alex Yoong                  | eigener                 | Fairuz Fauzy          | 1, 3, 5            | 3  | 1  | 4  |
| Malaysia       | Alex Yoong                  | eigener                 | Alex Yoong            | 1–2, 4–11          | 8  | 10 | 18 |
| Mexiko         | Juan Cortina Julio Jáuregui | DAMS                    | Salvador Durán        | 1, 3–4, 6, 8–11    | 8  | 8  | 16 |
| Mexiko         | Juan Cortina Julio Jáuregui | DAMS                    | David Martínez        | 2, 7               | 2  | 2  | 4  |
| Mexiko         | Juan Cortina Julio Jáuregui | DAMS                    | Luis Díaz             | 5                  | 1  | 1  | 2  |
| Neuseeland     | Colin Giltrap               | West Surrey Racing      | Matt Halliday         | 1, 3, 5–11         | 9  | 9  | 18 |
| Neuseeland     | Colin Giltrap               | West Surrey Racing      | Jonny Reid            | 2, 4               | 2  | 2  | 4  |
| Neuseeland     | Colin Giltrap               | West Surrey Racing      | Scott Dixon           | 6                  | –  | –  | –  |
| Niederlande    | Jan Lammers                 | Racing for Holland      | Jos Verstappen        | 1–11               | 11 | 11 | 22 |
| Österreich     | Lauda Sport Management      | Team Rosberg            | Mathias Lauda         | 1–8, 10–11         | 10 | 10 | 20 |
| Österreich     | Lauda Sport Management      | Team Rosberg            | Patrick Friesacher    | 9                  | 1  | 1  | 2  |
| Pakistan       | Arif Husain                 | Super Nova Racing       | Adam Khan             | 1–6, 10–11         | 8  | 8  | 16 |
| Pakistan       | Arif Husain                 | Super Nova Racing       | Enrico Toccacelo*     | 7                  | 1  | 1  | 2  |
| Portugal       | Carlos Queiroz Luís Figo    | Performance Racing      | Álvaro Parente        | 1–10               | 10 | 10 | 20 |
| Portugal       | Carlos Queiroz Luís Figo    | Performance Racing      | César Campaniço       | 11                 | 1  | 1  | 2  |
| Russland       | Swetlana Strelnikowa        | Russian Age Racing      | Alexei Wassiljew      | 1                  | 1  | 1  | 2  |
| Russland       | Swetlana Strelnikowa        | Russian Age Racing      | Nikolai Fomenko       | 1                  | –  | –  | –  |
| Russland       | Swetlana Strelnikowa        | Russian Age Racing      | Michail Aljoschin     | 3                  | 1  | 1  | 2  |
| Russland       | Swetlana Strelnikowa        | Russian Age Racing      | Alexander Tjurjumin   | 3                  | –  | –  | –  |
| Russland       | Swetlana Strelnikowa        | Russian Age Racing      | Roman Russinow        | 4                  | 1  | 1  | 2  |
| Schweiz        | Max Welti                   | DAMS                    | Neel Jani             | 1–9                | 9  | 9  | 18 |
| Schweiz        | Max Welti                   | DAMS                    | Giorgio Mondini       | 10–11              | 2  | 2  | 4  |
| Südafrika      | Tokyo Sexwale               | BCN Competición         | Stephen Simpson       | 1, 4–11            | 9  | 9  | 18 |
| Südafrika      | Tokyo Sexwale               | BCN Competición         | Tomas Scheckter       | 2–3                | 2  | 2  | 4  |
| Tschechien     | Antonín Charouz             | Charouz Racing System   | Jan Charouz           | 1                  | 1  | 1  | 2  |
| Tschechien     | Antonín Charouz             | Charouz Racing System   | Tomáš Enge            | 2–11               | 10 | 10 | 20 |
| USA            | Rick Weidinger              | David Price Racing      | Scott Speed           | 1–3                | 3  | 3  | 6  |
| USA            | Rick Weidinger              | David Price Racing      | Bryan Herta           | 4–5, 9–10          | 4  | 4  | 8  |
| USA            | Rick Weidinger              | David Price Racing      | Philip Giebler        | 6–8, 11            | 4  | 4  | 8  |

* nicht punkteberechtigt
- Erklärung: Klein geschriebene Fahrer nahmen ausschließlich an den Trainings teil.

## Rennkalender
Der Kalender der Saison 2005/2006 enthielt elf Rennwochenenden, darunter eines in Deutschland.
| Nr. | Datum                    | Rennstrecke                    | -nlänge | Sieger      | Zweiter        | Dritter        |
| --- | ------------------------ | ------------------------------ | ------- | ----------- | -------------- | -------------- |
| 1.  | 23. – 25. September 2005 | Brands Hatch                   | 3.899 m | Brasilien   | Frankreich     | Neuseeland     |
| 1.  | 23. – 25. September 2005 | Brands Hatch                   | 3.899 m | Brasilien   | Australien     | Mexiko         |
| 2.  | 7. – 9. Oktober 2005     | EuroSpeedway Lausitz           | 4.500 m | Frankreich  | Schweiz        | Brasilien      |
| 2.  | 7. – 9. Oktober 2005     | EuroSpeedway Lausitz           | 4.500 m | Frankreich  | Großbritannien | Kanada         |
| 3.  | 21. – 23. Oktober 2005   | Circuito do Estoril            | 4.182 m | Frankreich  | Brasilien      | Schweiz        |
| 3.  | 21. – 23. Oktober 2005   | Circuito do Estoril            | 4.182 m | Frankreich  | Schweiz        | Irland         |
| 4.  | 4. – 6. November 2005    | Eastern Creek Raceway          | 3.930 m | Frankreich  | Portugal       | Brasilien      |
| 4.  | 4. – 6. November 2005    | Eastern Creek Raceway          | 3.930 m | Frankreich  | Großbritannien | Schweiz        |
| 5.  | 18. – 20. November 2005  | Sepang International Circuit   | 5.542 m | Frankreich  | Schweiz        | Großbritannien |
| 5.  | 18. – 20. November 2005  | Sepang International Circuit   | 5.542 m | Frankreich  | Schweiz        | Tschechien     |
| 6.  | 9. – 11. Dezember 2005   | Dubai Autodrome                | 5.390 m | Schweiz     | Italien        | Tschechien     |
| 6.  | 9. – 11. Dezember 2005   | Dubai Autodrome                | 5.390 m | Frankreich  | Großbritannien | Südafrika      |
| 7.  | 27. – 29. Januar 2006    | Durban Street Circuit          | 3.283 m | Frankreich  | Großbritannien | Schweiz        |
| 7.  | 27. – 29. Januar 2006    | Durban Street Circuit          | 3.283 m | Niederlande | Schweiz        | Portugal       |
| 8.  | 10. – 12. Februar 2006   | Sentul International Circuit   | 3.965 m | Frankreich  | Großbritannien | Mexiko         |
| 8.  | 10. – 12. Februar 2006   | Sentul International Circuit   | 3.965 m | Kanada      | Malaysia       | Australien     |
| 9.  | 24. – 26. Februar 2006   | Parque Fundidora Monterrey     | 3.386 m | Frankreich  | Schweiz        | Italien        |
| 9.  | 24. – 26. Februar 2006   | Parque Fundidora Monterrey     | 3.386 m | Frankreich  | Niederlande    | Schweiz        |
| 10. | 10. – 12. März 2006      | Laguna Seca Raceway            | 3.602 m | Mexiko      | Frankreich     | Portugal       |
| 10. | 10. – 12. März 2006      | Laguna Seca Raceway            | 3.602 m | Mexiko      | Deutschland    | Großbritannien |
| 11. | 31. März – 2. April 2006 | Shanghai International Circuit | 5.451 m | Malaysia    | Großbritannien | Mexiko         |
| 11. | 31. März – 2. April 2006 | Shanghai International Circuit | 5.451 m | Tschechien  | Malaysia       | Australien     |

Vor der Saison wurden zwei offizielle Tests abgehalten. Sie fanden in Silverstone (3. / 4. August) und auf dem Circuit Paul Ricard (24. – 26. August) statt.
Im Laufe der Zeit wurden verschiedene Änderungen am Rennkalender vorgenommen. So enthielt der erste veröffentlichte Kalender noch zwölf Rennwochenenden, darunter waren Läufe auf einem Stadtkurs in Singapur oder Indonesien (durch Sentul ersetzt), in Kapstadt (durch Durban ersetzt), in San Antonio/Texas und auf dem Goldenport Motor Park in Peking (durch Shanghai ersetzt) geplant. Die Veranstaltung in San Antonio wurde durch ein Rennwochenende in Curitiba (Brasilien) ersetzt, welches allerdings im Verlauf der Saison aus dem Kalender gestrichen wurde, da der Kurs nicht über die benötigten Sicherheitsstandards verfügte. Außerdem war das Rennwochenende in Sentul ursprünglich auf 13. – 15. Januar 2006 angesetzt, wurde aber aufgrund des Todes von Maktum bin Raschid Al Maktum, dem Premierminister der Vereinigten Arabischen Emirate und Onkel von A1GP-Gründer Scheich Maktum Hascher Maktum Al Maktum, auf das ehemalige Datum des Curitiba-Wochenendes (10. – 12. Februar 2006) verschoben. Das Rennwochenende in Laguna Seca stand ebenfalls vor der Absage, nachdem heftige Regenfälle die Strecke in Mitleidenschaft gezogen hatten, konnte aber schließlich wie geplant stattfinden.

## Regelwerk
Das Rennwochenende bestand aus drei Trainings, einem Qualifying, einem Warmup sowie zwei Rennen – einem kürzeren, das „Sprintrennen“, und einem längeren, das „Hauptrennen“. Die Trainingssitzungen, von denen die ersten zwei am Freitag und die dritte am Samstag abgehalten wurde, dauerten jeweils 60 Minuten. Das am Samstag ausgetragene Qualifying bestand aus vier 15-minütigen Sessions, welche jeweils durch 10-minütige Pausen voneinander getrennt waren. In jeder dieser Sessions durfte ein Fahrer maximal eine gezeitete Runde fahren (er absolvierte also insgesamt drei Runden: Einlaufrunde, gezeitete Runde, Auslaufrunde). Von den im Idealfall vier Rundenzeiten wurden am Ende die beiden besten addiert, die daraus resultierende Zeit bestimmte die Startposition im Sprintrennen. Die Startaufstellung des Hauptrennens entsprach dem Endergebnis des Sprintrennens. Das Warmup fand am Sonntag statt und dauerte 15 Minuten. Die beiden ebenfalls am Sonntag stattfindenden Rennen wurden jeweils über eine gewisse Anzahl an Runden ausgetragen. Das Sprintrennen war auf 30 Minuten begrenzt, wurde fliegend gestartet und enthielt keinen Pflichtboxenstopp; das Hauptrennen war auf 60 Minuten begrenzt, wurde stehend gestartet und enthielt einen Pflichtboxenstopp, der zu einem beliebigen Zeitpunkt getätigt werden konnte. Die Pause zwischen dem Ende des Sprintrennens und dem Start des Hauptrennens betrug 60 Minuten.
Sowohl im Sprint- als auch im Hauptrennen bekamen die ersten zehn Teams Punkte nach dem Prinzip 10-9-8-7-6-5-4-3-2-1. Zusätzlich erhielt das Team, das am Ende beider Rennen die schnellste Runde gefahren hatte, einen Extrapunkt.
Das Preisgeld von einer Million US-Dollar pro Rennwochenende wurde unter den besten zehn Teams des Hauptrennens aufgeteilt. Dabei erhielt der Sieger 300.000 Dollar, der Zweitplatzierte 200.000 Dollar und der Dritte 150.000 Dollar.
Im Sprintrennen konnte der PowerBoost-Knopf, der eine kurzzeitige Leistungssteigerung um 30 PS bewirkte, viermal eingesetzt werden, im Hauptrennen achtmal. Im Qualifying stand er, wie auch in den Trainingssitzungen und im Warmup, nicht zur Verfügung.
Technische Fahrhilfen wie ABS oder Traktionskontrolle waren komplett verboten. Tests mit dem A1GP-Boliden waren, von den offiziellen Testtagen abgesehen, ebenfalls nicht erlaubt. Auch Testfahrten mit anderen Autos auf Strecken, auf denen die Serie noch gastieren würde, wurden im Laufe der Saison untersagt.
Zu Beginn der Saison hatten alle Teams neben dem Einsatz- noch ein Ersatzauto zur Verfügung, dies war ab dem Rennwochenende in Sentul nicht mehr gestattet.

## Ergebnisse
| Pos. | Team           | BRA SR  | BRA HR  | EUR SR | EUR HR | EST SR | EST HR | EAS SR | EAS HR | SEP SR  | SEP HR  | DUB SR | DUB HR | DUR SR | DUR HR  | SEN SR | SEN HR | MON SR | MON HR  | LAG SR | LAG HR | SHA SR | SHA HR | Pkte |
| ---- | -------------- | ------- | ------- | ------ | ------ | ------ | ------ | ------ | ------ | ------- | ------- | ------ | ------ | ------ | ------- | ------ | ------ | ------ | ------- | ------ | ------ | ------ | ------ | ---- |
| 1    | Frankreich     | 2 PRÉ   | DNS PRÉ | 1 LAP  | 1 LAP  | 1 PRÉ  | 1 PRÉ  | 1 LAP  | 1 LAP  | 1 PRÉ   | 1 PRÉ   | 7 LAP  | 1 LAP  | 1 PRÉ  | 8 PRÉ   | 1 LAP  | 8 LAP  | 1 PRÉ  | 1 PRÉ   | 2 LAP  | 14 LAP | 7 PRÉ  | 6 LAP  | 172  |
| 2    | Schweiz        | 9 JAN   | 21 JAN  | 2 JAN  | 5 JAN  | 3 JAN  | 2 JAN  | 6 JAN  | 3 JAN  | 2 JAN   | 2 JAN   | 1 JAN  | 17 JAN | 3 JAN  | 2 JAN   | 5 JAN  | 5 JAN  | 2 JAN  | 3 JAN   | 16 MON | 13 MON | 22 MON | 20 MON | 121  |
| 3    | Großbritannien | 5 KER   | 16 KER  | 24 KER | 2 KER  | 20 KER | 12 KER | 5 KER  | 2 KER  | 3 KER   | 20 KER  | 9 KER  | 2 KER  | 2 KER  | 20 KER  | 2 KER  | 10 KER | 11 KER | 6 KER   | 4 KER  | 3 KER  | 2 MAN  | 15 MAN | 97   |
| 4    | Neuseeland     | 3 HAL   | 4 HAL   | 4 REI  | 4 REI  | 14 HAL | 16 HAL | 14 REI | 8 REI  | 6 HAL   | 6 HAL   | 15 HAL | 13 HAL | 6 HAL  | 4 HAL   | 8 HAL  | 7 HAL  | 18 HAL | 8 HAL   | 8 HAL  | 12 HAL | 8 HAL  | 4 HAL  | 77   |
| 5    | Malaysia       | 13 FAU  | 5 YOO   | 6 YOO  | 16 YOO | 8 FAU  | 21 FAU | 8 YOO  | 5 YOO  | 8 FAU   | 5 YOO   | 10 YOO | 24 YOO | 23 YOO | 16 YOO  | 4 YOO  | 2 YOO  | 7 YOO  | 11 YOO  | 22 YOO | 10 YOO | 1 YOO  | 2 YOO  | 74   |
| 6    | Brasilien      | 1 PIQ   | 1 PIQ   | 3 PIQ  | 20 PIQ | 2 PIQ  | 8 PIQ  | 3 PIQ  | 9 PIQ  | 4 PIQ   | 10 PIQ  | 23 PIQ | 23 PIQ | 19 PIQ | 9 PIQ   | 20 FIT | 4 FIT  | 14 FIT | 12 FIT  | 13 FIT | 18 FIT | 10 FIT | 19 FIT | 71   |
| 7    | Niederlande    | DNS VER | 7 VER   | 22 VER | 7 VER  | 4 VER  | 19 VER | 7 VER  | 4 VER  | 5 VER   | 16 VER  | 11 VER | 9 VER  | 16 VER | 1 VER   | 7 VER  | 6 VER  | 4 VER  | 2 VER   | 14 VER | 21 VER | 19 VER | 17 VER | 69   |
| 8    | Irland         | 10 DEV  | 22 DEV  | 9 FIR  | 6 FIR  | 19 FIR | 3 FIR  | 4 DEV  | 14 DEV | 7 FIR   | 9 FIR   | 4 FIR  | 21 FIR | 4 FIR  | 17 FIR  | 6 FIR  | 19 FIR | 21 FIR | 20 FIR  | 5 FIR  | 6 FIR  | 4 DEV  | 22 DEV | 68   |
| 9    | Portugal       | 8 PAR   | 20 PAR  | 20 PAR | 11 PAR | 6 PAR  | 5 PAR  | 2 PAR  | 7 PAR  | 9 PAR   | 18 PAR  | 8 PAR  | 4 PAR  | 8 PAR  | 3 PAR   | 19 PAR | 17 PAR | 19 PAR | 10 PAR  | 3 PAR  | 4 PAR  | 13 CAM | 12 CAM | 66   |
| 10   | Kanada         | 19 MCI  | 9 MCI   | 7 MCI  | 3 MCI  | 7 MCI  | 18 MCI | 9 MCI  | 15 MCI | 15 MCIN | 19 MCI  | 5 MCI  | 6 MCI  | 12 MCI | 10* MCI | 23 MCI | 1 MCI  | 9 CAR  | 15 CAR  | 6 CAR  | 5 CAR  | 21 CAR | 7 CAR  | 59   |
| 11   | Mexiko         | 6 DUR   | 3 DUR   | 8 MAR  | 13 MAR | 23 DUR | 24 DUR | 22 DUR | 21 DUR | 19 DIA  | 15 DIA  | 18 DUR | 8 DUR  | 10 MAR | 14 MAR  | 3 DUR  | 20 DUR | 22 DUR | 21 DUR  | 1 DUR  | 1 DUR  | 3 DUR  | 8 DUR  | 59   |
| 12   | Tschechien     | 18 CHA  | 14 CHA  | 11 ENG | 19 ENG | 5 ENG  | 9 ENG  | 24 ENG | 19 ENG | 16 ENG  | 3 ENG   | 3 ENG  | 18 ENG | 5 ENG  | 21 ENG  | 10 ENG | 13 ENG | 5 ENG  | 7 ENG   | 18 ENG | 16 ENG | 6 ENG  | 1 ENG  | 56   |
| 13   | Australien     | 4 POW   | 2 POW   | 15 JON | 14 JON | 24 DAV | 6 DAV  | 11 DAV | 6 DAV  | 24 DAV  | 11 DAV  | 21 DAV | 10 DAV | 9 DAV  | 22 DAV  | 16 MMA | 3 MMA  | 16 JON | 19 JON  | 10 BRI | 8 BRI  | 9 BRI  | 3 BRI  | 51   |
| 14   | Italien        | 16 TOC  | 19 TOC  | 17 TOC | 23 TOC | 11 TOC | 7 TOC  | 10 TOC | 23 TOC | 17 TOC  | 4 TOC   | 2 TOC  | 11 TOC | 22 BUS | 6 BUS   | 14 BUS | 16 BUS | 3 TOC  | 5 TOC   | 19 PAP | 7 PAP  | 16 TOC | 9 TOC  | 46   |
| 15   | Deutschland    | 14 SCH  | 10 SCH  | 5 SCH  | 10 SCH | 12 SUT | 20 SUT | 23 SUT | 22 SUT | 12 SCH  | 8 SCH   | 22 SUT | 12 SUT | 7 SCH  | 11 SCH  | 12 SCH | 12 SCH | 8 SCH  | 4 SCH   | 7 SCH  | 2 SCH  | 15 STA | 18 STA | 38   |
| 16   | USA            | 11 SPE  | 17 SPE  | 23 SPE | 24 SPE | 13 SPE | 4 SPE  | 15 HER | 10 HER | 10 HER  | 7 HER   | 13 GIE | 20 GIE | 13 GIE | 23 GIE  | 15 GIE | 9 GIE  | 6 HER  | 13 HER  | 9 HER  | 15 HER | 14 GIE | 10 GIE | 23   |
| 17   | Südafrika      | 24 SIM  | 6 SIM   | 12 SCH | 22 SCH | 10 SCH | 22 SCH | 21 SIM | 24 SIM | 21 SIM  | 12 SIM  | 12 SIM | 3 SIM  | 20 SIM | 5 SIM   | 21 SIM | 11 SIM | 17 SIM | 18 SIM  | 11 SIM | 22 SIM | 11 SIM | 14 SIM | 20   |
| 18   | Indonesien     | 17 MIK  | 23 MIK  | 14 MIK | 8 MIK  | 9 MIK  | 23 MIK |        |        | 23 MIK  | 14 MIK  | 6 MIK  | 22 MIK | 21 MIK | 19 MIK  | 11 MIK | 14 MIK | 12 MIK | 16 MIK  | 20 MIK | 19 MIK | 5 MIK  | 21 MIK | 16   |
| 19   | Österreich     | 20 LAU  | 11 LAU  | 13 LAU | 15 LAU | 16 LAU | 10 LAU | 19 LAU | 18 LAU | 18 LAU  | 21 LAU  | 17 LAU | 7 LAU  | 15 LAU | 7 LAU   | 13 LAU | 18 LAU | 10 FRI | 9 FRI   | 12 LAU | 9 LAU  | 20 LAU | 13 LAU | 14   |
| 20   | Pakistan       | 7 KHA   | 13 KHA  | 21 KHA | 12 KHA | 22 KHA | 15 KHA | 12 KHA | 11 KHA | 13 KHA  | 22 KHA  | 16 KHA | 19 KHA | 11 TOC | 13 TOC  |        |        |        |         | 15 KHA | 11 KHA | 12 KHA | 5 KHA  | 10   |
| 21   | Japan          | 12 FUK  | 8 FUK   | 10 NOD | 9 NOD  |        |        | 18 SHI | 16 SHI | 14 SHI  | 13 SHI  | 14 SHI | 15 SHI |        |         | 9 SHI  | 23 SHI | 20 SHI | DNS SHI |        |        |        |        | 8    |
| 22   | China          | 21 JIA  | 12 JIA  | 18 JIA | 17 JIA | 21 JIA | 14 JIA | 16 JIA | 17 JIA | 20 JIA  | 23 JIA  | 19 JIA | 5 JIA  | 18 JIA | 12 JIA  | 22 JIA | 21 JIA | 15 JIA | 17 JIA  | 17 JIA | 17 JIA | 17 MA  | 16 MA  | 6    |
| 23   | Indien         | 15 CHA  | DNS CHA | 16 CHA | 21 CHA | 17 EBR | 13 EBR | 17 EBR | 13 EBR | 11 EBR  | DSQ EBR | 20 EBR | 14 EBR | 14 EBR | 18 EBR  | 18 EBR | 15 EBR |        |         |        |        |        |        | 0    |
| 24   | Libanon        | 22 BES  | 18 BES  | 19 BES | 18 BES | 18 SHA | 11 SHA | 20 SHA | 12 SHA | 22 BES  | 17 BES  | 24 SHA | 16 SHA | 17 SHA | 15 SHA  | 17 SHA | 22 SHA | 13 RAH | 14 RAH  | 21 RAH | 20 RAH | 18 RAH | 11 RAH | 0    |
| 25   | Russland       | 23 WAS  | 15 WAS  |        |        | 15 ALJ | 17 ALJ | 13 RUS | 20 RUS |         |         |        |        |        |         |        |        |        |         |        |        |        |        | 0    |

| Legende  | Legende            | Legende                                                          |
| Farbe    | Abkürzung          | Bedeutung                                                        |
| -------- | ------------------ | ---------------------------------------------------------------- |
| Gold     | –                  | Sieg                                                             |
| Silber   | –                  | 2. Platz                                                         |
| Bronze   | –                  | 3. Platz                                                         |
| Grün     | –                  | Platzierung in den Punkten                                       |
| Blau     | –                  | Klassifiziert außerhalb der Punkteränge                          |
| Violett  | DNF                | Rennen nicht beendet (did not finish)                            |
| Violett  | NC                 | nicht klassifiziert (not classified)                             |
| Rot      | DNQ                | nicht qualifiziert (did not qualify)                             |
| Rot      | DNPQ               | in Vorqualifikation gescheitert (did not pre-qualify)            |
| Schwarz  | DSQ                | disqualifiziert (disqualified)                                   |
| Weiß     | DNS                | nicht am Start (did not start)                                   |
| Weiß     | WD                 | zurückgezogen (withdrawn)                                        |
| Hellblau | PO                 | nur am Training teilgenommen (practiced only)                    |
| Hellblau | TD                 | Freitags-Testfahrer (test driver)                                |
| ohne     | DNP                | nicht am Training teilgenommen (did not practice)                |
| ohne     | INJ                | verletzt oder krank (injured)                                    |
| ohne     | EX                 | ausgeschlossen (excluded)                                        |
| ohne     | DNA                | nicht erschienen (did not arrive)                                |
| ohne     | C                  | Rennen abgesagt (cancelled)                                      |
| ohne     | keine WM-Teilnahme |                                                                  |
| sonstige | P/fett             | Pole-Position                                                    |
| sonstige | 1/2/3/4/5/6/7/8    | Punktplatzierung im Sprint-/Qualifikationsrennen                 |
| sonstige | SR/kursiv          | Schnellste Rennrunde                                             |
| sonstige | *                  | nicht im Ziel, aufgrund der zurückgelegten Distanz aber gewertet |
| sonstige | ()                 | Streichresultate                                                 |
| sonstige | unterstrichen      | Führender in der Gesamtwertung                                   |

## Berichterstattung
Im deutschsprachigen Raum übertrug einzig der Pay-TV-Sender Premiere die Serie. Er zeigte das Qualifying, das Sprint- sowie das Hauptrennen live.